# Lohnbuchhalter Kremke
Lohnbuchhalter Kremke ist ein Filmdrama der Autorin und Regisseurin Marie Harder aus dem Jahr 1930. In der Hauptrolle verkörpert Hermann Vallentin den Lohnbuchhalter Kremke. Der Film ist einer der letzten in Deutschland gedrehten Stummfilme.

## Handlung
Kremke, seines Zeichens ein Lohnbuchhalter mit Leib und Seele, interessiert sich nicht sonderlich für Politik und auch nicht für sein soziales Umfeld. Ihm genügt es, dass er täglich seine Routineaufgaben im Büro erledigen kann. Auch an die Not der Arbeiter, deren Lohn er verwaltet, verschwendet er kaum einen Gedanken.
Als Kremke jedoch aufgrund von Spar- und Rationalisierungsmaßnahmen entlassen werden soll, versteht er plötzlich die Arbeiter, die bereits in der Vergangenheit um ihren Arbeitsplatz fürchten mussten. Sein Weltbild beginnt zu wanken, denn er muss erkennen, dass er selbst auch nur ein Angestellter ist, dessen berufliche Existenz von anderen Entscheidungsträgern abhängt.
Fortan auf Leistungen der Gemeinschaft angewiesen, reiht er sich ein in die Schlange der Arbeitslosen, jener Bevölkerungsschicht, der er bisher nur seine Verachtung zum Ausdruck bringen konnte. 
Als auch noch seine Tochter, in die er immer große Hoffnung legte, ihre aussichtsreiche Beziehung zu einem wohlhabenden Studenten beendet, um eine Liebschaft mit einem Arbeiter einzugehen, der ihr Herz erobert hat, bricht Kremkes Weltvorstellung zusammen. Er begeht Selbstmord.

## Produktionsnotizen
Der Film kam am 15. September 1930 in die deutschen Kinos.